# اوش توبه
اوش توبه فرودگاهی عمومی واقع در Vostochny در کشور قزاقستان است.